# Czcibor (dziekan poznański)
 Czcibor (Ścibor) herbu Ostoja (zm. po 1363 r.) – dziekan katedry poznańskiej.

## Życiorys
Czcibor (Ścibor) herbu Ostoja był dziekanem katedry poznańskiej w latach 1356-1363. Znana jest jego pieczęć przywieszona na zielonym jedwabnym sznurku do dokumentu z 1358 roku. Pieczęć ta została wyciśnięta w wosku naturalnym. Ma kształt podłużnego owalu, w którym zawiera wizerunek tarczy herbowej. Godło na tarczy jest dziś nieczytelne. Zachował się opis z 1879 r.: [...] na tarczy trójkątnej godło rodu Ostojów; napis: S’CZTIBORII DECANI POZN. Dokument z pieczęcią znajduje się w Archiwum Archidiecezjalnym w Poznaniu (syg. DK, perg. 81.).